# Casa Jacint Bruguera
La Casa Jacint Bruguera és un edifici de Sant Cugat del Vallés (Vallés Occidental) catalogat com a bé protegit del patrimoni arquitectònic del municipi.

## Història
El seu edifici, actualment transformat, és una casa entre mitgeres, arquitectònicament eclèctica, situada entre els carrers dels Marges i Santiago Rusiñol de Sant Cugat del Vallés, a les proximitats del seu monestir, en un dels nuclis d'estiueig del municipi a la fi del segle xix i principis del XX.
Va ser construïda al 1878 per encàrrec de Jacint Bruguera i Foixart al mestre d'obres Jaume Sagalés i Mats i reedificada en 1901 per encàrrec de la seva filla, Jacinta Bruguera i Rius, mare de Josep Rovira i Bruguera, segons projecte del mestre d'obres Josep Masdéu i Puigdemasa.
El seu conjunt, caracteritzat singularment per les seves rematades i proporcions, està catalogat i protegit per l'Ajuntament de Sant Cugat del Vallès com a patrimoni arquitectònic del municipi.

## Elements destacables
- La composició històrica de la façana (proporcions àurees)
- Les rematades (fris de majòliques, coronament defensiu, etcètera)
- Les baranes de les balconades (noucentistes)